# Guaykeri
Guaykeri (Guaiqueri, Guayqueri), jedno od plemena američkih Indijanaca porodice Guarauan koje je obitavalo na otoku isla de Margarita u venezuelskoj državi Nueva Esparta. Guaykeri su bili ribari, ratari, vješti pomorci i trgovci. Invazijom Španjolaca i za posljedicu pojave lovaca na robove u Novom svijetu, oni se oko 1550. počinju iseljavati s otoka na kopno duž obale Paria-Cumaná, gubeći velik dio svoje populacije. Njihovi ostaci izgubit će se u mestičkoj populaciji. Na smiju se pobrkati s Indijancima Guaicari, članovima porodice Arawakan.